# Национальная служба расследований Канадских вооружённых сил
Национа́льная слу́жба рассле́дований Кана́дских вооружённых сил (англ. Canadian Forces National Investigation Service, CFNIS, фр. Service national des enquêtes des Forces canadiennes) — следственное подразделение Военной полиции Канадских вооружённых сил

## История
НСРКВС была основана в 1997 году для расследования серьёзных вопросов, связанных с важной правительственной информацией и затрагивающих Министерство национальной обороны и Канадские вооружённые силы (КВС). Она выполняет примерно те же, функции, что и Отдел крупных преступлений КККП или какой-либо крупный муниципальный полицейский орган. НСРКВС была создана для исследования опыта КВС в Сомали, бывшей Социалистической Федеративной Республике Югославия и в других сложных военных миссиях. Создание НСРКВС выполнялось в рамках рекомендаций Специальной консультативной группы по военной юстиции и службам расследований военной полиции под председательством достопочтенного Брайана Диксона и отчёта Группы по проверке военных полицейских служб (отчёт Бельзиля), по которым системе военной юстиции требовался орган по расследованиям, независимый от общего командования.

## Полномочия
НСРКВС расследует серьёзные или связанные с важной правительственной информацией инциденты и уголовные преступления против собственности, личности и Министерства национальной обороны. Она контролирует лиц, обязанных соблюдать Кодекс служебной дисциплины, вне зависимости от дислокации Канадских вооружённых сил и их званий или статуса. Гражданские, служащие вместе с военными, также могут быть обязаны соблюдать Кодекс служебной дисциплины. Кроме того, как и все члены Военной полиции Канадских вооружённых сил, личный состав НСРКВС имеет право направлять иски в гражданский суд в случае, если гражданские нарушают закон на военных базах или в непосредственной близости от них.

### Миссия
В Канаде и по всему миру НСРКВС профессионально, своевременно и беспристрастно выполняет полицейские следственные функции для поддержания оперативной подготовки и боеспособности вооружённых сил.

## Состав
В НСРКВС служат исключительно члены Военной полиции. Они выбираются на эти должности и обычно имеют широкий опыт работы как в Канаде, так и в заграничных миссиях КВС. В параграфе 156 Закона о национальной обороне и параграфе 2 Уголовного кодекса Канады определены полномочия военной полиции. Следственная подготовка персонала аналогична подготовке в любом другом крупном полицейском органе в Канаде. Обучение проходит в Военно-полицейской академии на БКВС Борден, Канадском полицейском колледже в Оттаве и различных объединениях канадских полицейских органов с их военными союзниками.
Члены НСРКВС обязаны соблюдать Кодекс поведения Военной полиции и удовлетворять профессиональным стандартам Военной полиции и ответственны перед Бюро жалоб Военной полиции, федеральным независимым квазисудебным органом, учреждённым Парламентом Канады.

## Система управления
Командиром НСРКВС является подполковник, который отвечает непосредственно перед начальником Военной полиции Канадских вооружённых сил. Несмотря на любые обстоятельства и внешние условия, члены НСРКВС подчиняются командиру НСРКВС. Связанная с этим независимость НСРКВС позволяет ей проводить исчерпывающие расследования, не опасаясь влияния какого-либо командного элемента.

## Заявления об афганских пытках
13 апреля 2010 в передовой статье Глоб энд мейл было осуждено «простое нежелание» службы проводить расследование по регулярным заявлениям о том, что политика Канадских вооружённых сил в Афганистане вела к пыткам канадских пленников, попавшим в руки к афганским войскам. Приводя свидетельские показания командира в парламенте, Глоб энд мейл отмечает, что НСРКВС отвергла эти заявления, не ознакомившись с ключевыми отчётами или судебными постановлениями, не собрав никаких доказательств и не проведя никаких интервью.

## Деятельность и служба
Запросы на расследования НСРКВС поступают от обычных органов военной полиции, но члены КВС и служащие МНО также могут подавать жалобы или напрямую обращаться в районные управления или лично к членам НСРКВС. Расследования и обработка жалоб, относящихся к компетенции НСРКВС, могут контролироваться гражданскими или военными судами. Следователи получают специальные независимые рекомендации районных военных обвинителей на всём протяжении расследования. НСРКВС тесно сотрудничает с другими подразделениями военной полиции и гражданскими правоохранительными органами. Аналогичные независимые военные следственные органы существуют также в США, Великобритании и Франции.

## Организация
Обслуживание НСРКВС осуществляется посредством шести районных управлений, заграничного подразделения (в настоящее время находится в Афганистане) и специального подразделения поддержки.
- Галифакс, обслуживает Атлантическую Канаду;
- Валькартье, обслуживает Восточную Канаду;
- Оттава, обслуживает Центральную Канаду;
- Борден, обслуживает Юго-Западную Онтарио;
- Эдмонтон, обслуживает провинции Прерий;
- Эскуаймолт, обслуживает западное побережье; и
- Кандагарский аэродром, ООГ Афганистан
- Подразделение поддержки, выполняющее для всех районов специальные следственные функции, в том числе:
  - полицейская разведка (по модели полицейского патрулирования),
  - контроль за соблюдением законов о наркотиках,
  - компьютерный надзор,
  - использование детектора лжи и
  - непосредственный и технический надзор.

Хотя районные управления НСРКВС находятся на базах Канадских вооружённых сил или недалеко от них, её личный состав работает независимо от обычной военной иерархии уровней управления. Он подчиняется непосредственно командиру НСРКВС. НСРКВС имеет представителей в каждом крупном развёртывании КВС с 1997 года НСРКВС неоднократно демонстрировала ценность своей независимости, следственной экспертизы и способности работать в самых суровых условиях. НСРКВС расследовала трагический «огонь по своим» в Афганистане. Все последующие случаи смерти, включая гибель двух членов Военной полиции при срабатывании самодельного взрывного устройства, также расследовались НСРКВС.